# Münchner Turmschreiber
Die Münchner Turmschreiber sind eine Gruppe renommierter, im süddeutschen Raum lebender Schriftsteller, Dramatiker, Essayisten, Journalisten, Satiriker, Historiker und Professoren, die durch ihr Interesse an Literatur zusammengeführt wurden. Seither gab es über 100 Mitglieder, derzeit sind es 55 Mitglieder. Die Vereinigung ist nach dem linken Turm des Münchner Isartors benannt, der das Valentin-Karlstadt-Musäum beherbergt.

## Aktivitäten
Die Vereinigung befasst sich mit den literarischen Gattungen Lyrik, Erzählung, Roman, Satire, Drama, Theater, Essay, Historie, Wissenschaft, Kinder- und Jugendbuch. Die Aktivitäten der Gruppe konzentrieren sich auf die Pflege von Literatur, insbesondere von im süddeutschen Raum entstandenen und entstehenden Werken. Dazu bedient sie sich unter anderem folgender Maßnahmen:
- Leseveranstaltungen, umrahmt von Musik, in Theatern, im Rundfunk und im Fernsehen, in Bibliotheken und Kulturzentren – als Einzellesung oder als Gruppenlesung mit zwei bis vier Turmschreibern. Vor allem in der Advents- und Faschingszeit halten die Turmschreiber Lesungen ab.
- Buchveröffentlichungen in verschiedenen Verlagen – als Einzelpublikationen, aber auch in Sammelwerken.
- Jährliche Vergabe des Bayerischen Poetentalers an Persönlichkeiten und Institutionen, die sich um die bayerische Kultur verdient gemacht haben. Zu den bisherigen Preisträgern seit 1961 zählen Persönlichkeiten von Joseph Maria Lutz über die Regensburger Domspatzen bis zur Biermösl Blosn.

## Geschichte
Gegründet wurde die Gruppe 1959 durch Hanns Vogel mit sieben weiteren Autoren im linken Isartorturm, wo auch das „Valentin-Musäum“ eingerichtet wurde. Der thematische Schwerpunkt der Gruppe war süddeutsche Volkskultur und Ausdrucksformen – in verschiedenen literarischen Gattungen – vom „bayerischen Wesen“. Die Mitglieder veröffentlichen Romane, sind Erzähler, schreiben Gedichte, Theaterstücke und Satire. Ebenso sind Historiker, Kinderbuchautoren und Journalisten in ihren Reihen.
Von 1959 bis 1979 bestand die Gruppe ausschließlich aus Männern. Ein Artikel in der Zeitung Die Welt stellte 2011 fest, dass die Turmschreiber „zunehmend ein ‚grauer Haufen‘“ seien – wohl auf die Haarfarbe der nicht mehr ganz jungen Mitglieder anspielend. Ebenso stellte der Bericht fest, dass es Konflikte zwischen eher konservativen und eher modernen Vertretern gab. Über Jahre hinweg sei von der „Berufung neuer Mitglieder [...] in der Öffentlichkeit zumeist wenig Notiz genommen“ worden. Durch die regelmäßige Veröffentlichung des Bayerischen Hausbuches ist die Vereinigung jedoch einem Kernpublikum bekannt geblieben.

## Mitglieder
Eine Bewerbung um die Mitgliedschaft ist nicht möglich. Sie wird ausschließlich auf Beschluss der Turmschreiber ausgewählten Schriftstellern angetragen.

### Derzeitige Mitglieder
- Friedrich Ani
- Melanie Arzenheimer
- Werner Asam
- Margit Auer
- Gustl Bauer
- Josef Brustmann
- Christian Bumillo Bumeder
- Alex Burkhard
- Helmut Eckl
- Franz Eder
- Georg („Grög!“) Eggers
- Karl Forster
- Hans Göttler
- Norbert Göttler
- Thomas Grasberger
- Michael Groißmeier
- Uwe-Michael Gutzschhahn
- Andreas Martin Hofmeir
- Gerd Holzheimer
- Gerald Huber
- Michaela Karl
- Tanja Kinkel
- Jürgen Kirner
- Jaromir Konecny
- Hans Kratzer
- Fitzgerald Kusz
- Katharina Lang
- Anton G. Leitner
- Gerhard Loew
- Jörg Maurer
- Karin Michalke
- Wolfgang Oppler
- Holger Paetz
- Monika Pauderer
- Claudia Pichler
- Bernhard Prinz
- Anatol Regnier
- W. A. Riegerhof
- Martha Schad
- Hardy Scharf
- Asta Scheib
- Alfons Schweiggert
- Albert Sigl
- Christian Springer
- Josef Steidle
- Ludwig Steinherr
- Michael Stephan
- Elisabeth Tworek
- Franziska Wanninger
- Konstantin Wecker
- Gunna Wendt
- Angie Westhoff
- Josef Wittmann
- Klaus Wolf
- Moses Wolff
- Sabine Zaplin

### Verstorbene Mitglieder
- Leopold Ahlsen
- Manfred Bacher
- Wolfgang Johannes Bekh
- Monika Bittl
- Hans Breinlinger
- Franz X. Breitenfellner
- Klaus Eberlein
- Josef Fendl
- Hans Fischach
- Walter Flemmer
- Franz Freisleder
- Günter Göpfert
- Hedi Heres
- Ernst Hoferichter
- Margret Hölle
- Ludwig Hollweck
- Benno Hubensteiner
- Erich Jooß
- Leopold Kammerer
- Hannes König
- Martin Lankes
- Georg Lohmeier
- Joseph Maria Lutz
- Jutta Makowsky
- Fritz Meingast
- Robert Naegele
- Hans F. Nöhbauer
- Maria Peschek
- Hans Pletzer
- Hans Prähofer
- Willy Purucker
- Wilhelm Raabe (Tiger Willi)
- Carl Oskar Renner
- Wugg Retzer
- Franz Ringseis
- Herbert Rosendorfer
- Eugen Roth
- Walter Rupp
- Herbert Schindler
- Werner Schlierf
- Herbert Schneider
- Ludwig Schrott
- Helmut Seitz
- Rudolf Seitz
- Karl Spengler
- Bernhard Ücker
- Emil Vierlinger
- Hanns Vogel
- Anton Wandinger
- Oskar Weber
- Alois J. Weichselgartner
- Werner A. Widmann
- Kurt Wilhelm

### Leitung
- 1959 bis 1979: Hanns Vogel
- 1979 bis 2000: Kurt Wilhelm
- 2000 bis 2011: Norbert Göttler, Erich Jooß, Alfons Schweiggert
- 2012 bis 2015: Erich Jooß, Alfons Schweiggert
- 2015 bis 2017: Erich Jooß, Jürgen Kirner, Alfons Schweiggert
- 2017 bis 2024: Melanie Arzenheimer, Jürgen Kirner, Wolfgang Oppler
- seit 2025: Melanie Arzenheimer, Georg (Grög!) Eggers, Wolfgang Oppler